# Povina
Povina (hongrois : Gerebes) est un village de Slovaquie situé dans la région de Žilina.

## Histoire
La première mention écrite du village date de 1438.

## Démographie

### Évolution de la population
| Année:               | 1994. | 2004.   | 2014.   | 2024.   |
| -------------------- | ----- | ------- | ------- | ------- |
| Nombre de personnes: | 1113  | 1123    | 1147    | 1149    |
| Différence:          |       | +0,89 % | +2,13 % | +0,17 % |

| Année:               | 2023. | 2024.   |
| -------------------- | ----- | ------- |
| Nombre de personnes: | 1146  | 1149    |
| Différence:          |       | +0,26 % |